# Индустријска зона Вила Пајера (Белуно)
Индустријска зона Вила Пајера је насеље у Италији у округу Белуно, региону Венето.
Према процени из 2011. у насељу је живело 3 становника. Насеље се налази на надморској висини од 240 м.